# Landry
Landry és un municipi francès al departament de Savoia (regió d'Alvèrnia-Roine-Alps). L'any 2007 tenia 718 habitants.

## Demografia

### Població
El 2007 la població de fet de Landry era de 718 persones. Hi havia 304 famílies de les quals 88 eren unipersonals (56 homes vivint sols i 32 dones vivint soles), 84 parelles sense fills, 112 parelles amb fills i 20 famílies monoparentals amb fills.
La població ha evolucionat segons el següent gràfic:

### Habitatges
El 2007 hi havia 1.351 habitatges, 307 eren l'habitatge principal de la família, 1.041 eren segones residències i 3 estaven desocupats. 385 eren cases i 943 eren apartaments. Dels 307 habitatges principals, 206 estaven ocupats pels seus propietaris, 86 estaven llogats i ocupats pels llogaters i 15 estaven cedits a títol gratuït; 15 tenien una cambra, 37 en tenien dues, 81 en tenien tres, 79 en tenien quatre i 95 en tenien cinc o més. 257 habitatges disposaven pel capbaix d'una plaça de pàrquing. A 136 habitatges hi havia un automòbil i a 147 n'hi havia dos o més.

### Piràmide de població
La piràmide de població per edats i sexe el 2009 era:
| Homes | Edats   | Dones |
| ----- | ------- | ----- |
| 0     | 95 o +  | 0     |
| 0     | 90 a 94 | 0     |
| 0     | 85 a 89 | 0     |
| 0     | 80 a 84 | 12    |
| 12    | 75 a 79 | 4     |
| 8     | 70 a 74 | 12    |
| 8     | 65 a 69 | 16    |
| 8     | 60 a 64 | 4     |
| 0     | 55 a 59 | 4     |
| 16    | 50 a 54 | 12    |
| 24    | 45 a 49 | 36    |
| 52    | 40 a 44 | 24    |
| 28    | 35 a 39 | 60    |
| 20    | 30 a 34 | 24    |
| 36    | 25 a 29 | 20    |
| 8     | 20 a 24 | 8     |
| 20    | 15 a 19 | 20    |
| 44    | 10 a 14 | 28    |
| 16    | 5 a 9   | 20    |
| 32    | 0 a 4   | 20    |

## Economia
El 2007 la població en edat de treballar era de 507 persones, 418 eren actives i 89 eren inactives. De les 418 persones actives 405 estaven ocupades (225 homes i 180 dones) i 13 estaven aturades (9 homes i 4 dones). De les 89 persones inactives 23 estaven jubilades, 29 estaven estudiant i 37 estaven classificades com a «altres inactius».

### Ingressos
El 2009 a Landry hi havia 332 unitats fiscals que integraven 773,5 persones, la mediana anual d'ingressos fiscals per persona era de 18.597 €.

### Activitats econòmiques
Dels 154 establiments que hi havia el 2007, 1 era d'una empresa extractiva, 2 d'empreses alimentàries, 1 d'una empresa de fabricació d'altres productes industrials, 17 d'empreses de construcció, 11 d'empreses de comerç i reparació d'automòbils, 6 d'empreses de transport, 61 d'empreses d'hostatgeria i restauració, 1 d'una empresa d'informació i comunicació, 2 d'empreses financeres, 10 d'empreses immobiliàries, 11 d'empreses de serveis, 27 d'entitats de l'administració pública i 4 d'empreses classificades com a «altres activitats de serveis».
Dels 31 establiments de servei als particulars que hi havia el 2009, 1 era un taller de reparació d'automòbils i de material agrícola, 4 paletes, 1 guixaire pintor, 9 fusteries, 1 lampisteria, 1 electricista, 1 perruqueria, 11 restaurants i 2 agències immobiliàries.
Dels 10 establiments comercials que hi havia el 2009, 1 era una botiga de menys de 120 m², 1 una fleca, 1 una carnisseria, 1 una llibreria, 1 una botiga de roba i 5 botigues de material esportiu.
L'any 2000 a Landry hi havia 8 explotacions agrícoles que ocupaven un total de 424 hectàrees.

## Equipaments sanitaris i escolars
El 2009 hi havia una escola elemental.

## Poblacions properes
El següent diagrama mostra les poblacions més properes.